# Verordnung zur Wiederherstellung des Straßenbildes bei jüdischen Gewerbebetrieben
Die Verordnung zur Wiederherstellung des Straßenbildes bei jüdischen Gewerbebetrieben wurde am 12. November 1938 vom Beauftragten für den Vierjahresplan, Generalfeldmarschall Hermann Göring, unmittelbar nach den Pogromen vom 9. November erlassen und im Reichsgesetzblatt (RGBl. I 1938, S. 1581) veröffentlicht.
Die Verordnung besagte, dass die jüdischen Inhaber oder Gewerbetreibenden alle am 9. und 10. November „durch die Empörung des Volkes über die Hetze des internationalen Judentums“ an Gewerbebetrieben und Wohnungen angerichteten Schäden sofort zu beseitigen und die Kosten für die Wiederherstellung selbst zu tragen haben. Versicherungsansprüche von Juden deutscher Staatsangehörigkeit wurden zugunsten des Deutschen Reichs beschlagnahmt. Der Reichswirtschaftsminister wurde ermächtigt, entsprechende Durchführungsbestimmungen zu erlassen.
Am selben Tag wurde auch die Judenvermögensabgabe sowie die Verordnung zur Ausschaltung der Juden aus dem deutschen Wirtschaftsleben erlassen, drei Wochen später die Verordnung über den Einsatz des jüdischen Vermögens.